# Yuki Sasahara
Yuki Sasahara (Japans: 笹原 友希, Sasahara Yūki) (Akita, 11 april 1984) is een Japans skeletonracer. Hij vertegenwoordigde zijn vaderland op de Olympische Winterspelen 2014 in Sotsji, maar behaalde hierbij geen medaille.

## Carrière
Bij zijn wereldbekerdebuut in Sotsji op 15 februari 2013 eindigde Sasahara op de 21e plaats. Hij won nog geen wereldbekerwedstrijd.
Takahashi kwalificeerde zich voor de Olympische Winterspelen in 2014, waar hij 22e eindigde.

## Resultaten
| Jaar | Plaats | Resultaat |
| ---- | ------ | --------- |
| 2014 | Sotsji | 22e       |

| Jaar | Plaats       | Resultaat |
| ---- | ------------ | --------- |
| 2011 | Königssee    | 27e       |
| 2013 | Sankt Moritz | 20e       |

### Wereldbeker
| \| Seizoen \| Rang \| \| --------- \| ---- \| \| 2012/2013 \| 36e \| \| 2013/2014 \| 17e \| \| 2014/2015 \| 18e \| |      |
| Seizoen | Rang |
| 2012/2013 | 36e  |
| 2013/2014 | 17e  |
| 2014/2015 | 18e  |